# Hôtel de Longvilliers
L’hôtel de Longvilliers est un hôtel particulier situé à Montreuil-sur-Mer, dans le département du Pas-de-Calais, en région Hauts-de-France.

## Localisation
Cet hôtel est sis au no 6 de la rue de la Chaîne à Montreuil-sur-Mer.

## Historique
De nombreux hôtels particuliers sont édifiés, au XVIIIe siècle, en accord avec l'évolution de la société qui vit une migration des notables vers la pleine ville. 
1752, est l'année de la campagne de construction de l'hôtel de Longvilliers. Celui-ci est construit en pierre et coiffé d'ardoises, cette résidence aristocratique présente un plan en U entre cour et jardin. L'intérieur a conservé la plupart de ses dispositions d'origine ainsi que ses décors de style rocaille : lambris, cheminées, plafonds, ainsi qu'un bel escalier à la rampe en fer forgé ouvragé.
L'ancien hôtel, en totalité, fait l’objet d’une inscription au titre des monuments historiques depuis le 14 décembre 2012.
Aujourd'hui, il est la propriété du département et abrite, depuis 1827, la sous-préfecture de Montreuil-sur-Mer,.

## Pour approfondir